# 703
Năm 703 trong lịch Julius.